# Immanuel Wohlwill
Immanuel Wohlwill (ursprünglich Immanuel Wolf; * 28. August 1799 in Harzgerode; † 2. März 1847 in Seesen) war ein deutscher Pädagoge und jüdischer Publizist.

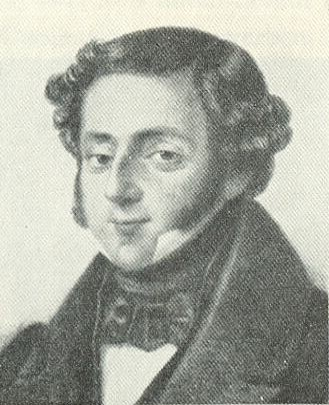
Immanuel Wohlwill

Wohlwill besuchte nach dem Tod seiner Eltern die Freischule in Seesen, wechselte dann ans Berlin-Köllner Gymnasium. Noch vor seinem Abitur beteiligte er sich an dem „Wissenschafts-Cirkel“, aus dem zunächst der „Verein zur Verbesserung des Zustandes der Juden im deutschen Bundesstaate“ und bald darauf der Verein für Cultur und Wissenschaft der Juden hervorging. Mit seinem programmatischen Beitrag „Über den Begriff einer Wissenschaft des Judenthums“ eröffnete die Zeitschrift des Vereins 1822 ihre erste Ausgabe.
Nach dem Studium in Berlin wurde Wohlwill in Kiel zum Dr. phil. promoviert und ging 1825 als Lehrer an die Hamburger Israelitische Freischule. 1838 wurde er Direktor der jüdisch-überkonfessionellen Jacobsonschule in Seesen (Harz). Zu dieser Zeit war die jüdische Gemeinde Seesen eine der bedeutendsten jüdischen Reformgemeinden.
Zu den Kindern von Wohlwill und seiner Ehefrau Friederike Reichel Warburg gehören der promovierte Chemiker Emil Wohlwill (1835–1912), Anna Wohlwill (1841–1919), Lehrerin und Direktorin der Hamburger Paulsenstiftschule, und der Historiker Adolf Wohlwill (1843–1916).

## Werk (Auswahl)
- Über den Begriff einer Wissenschaft des Judenthums, in: Zeitschrift für die Wissenschaft des Judenthums, 1823, S. 1–24 (online)
- Bemerkungen über den Standpunkt der Hamburgischen Israelitischen Freischule, 1830 (online)
- Beiträge zur Theorie des Armenwesens, 1834